# Método sintotérmico
El método sintotérmico (MST) o método sintotermal, forma parte de los métodos basados en el conocimiento de la fertilidad (MBCF).  Se basa en el seguimiento de la fertilidad de la mujer, y para ello integra la observación y registro diario de por lo menos dos bio-marcadores: la medición de la temperatura corporal basal (TBC) y la observación de los cambios progresivos en los fluidos cervicales (conocido generalmente como moco cervical). En algunas escuelas también se complementa con la medición de la altura y apertura del cérvix (cuello uterino). Para llevarlo a cabo correctamente requiere de una capacitación previa y tener conocimientos de educación sexual integral y del propio ciclo menstrual-ovulatorio de quien lo practique. Estos bio-marcadores se observan, se registran en grillas y sobre ellos se aplican cuatro reglas anticonceptivas de las cuales depende la eficacia del método.  
Debe distinguirse del Método Ogino-Knaus, también llamado método del ritmo o el método del calendario, y de otros métodos MBCF como el método Billings de observación. El método sintotérmico incorpora y evalúa más de un indicador de fertilidad, razón por la cual también se lo conoce como método combinado.
Como método anticonceptivo, se trata de una alternativa no hormonal, y de utilizarse de manera perfecta, se estima un porcentaje de falla de 0,4%. También se utiliza para apoyar la búsqueda de un embarazo. Se considera de bajo costo económico, con gastos asociados únicamente a la capacitación inicial y la adquisición de un termómetro basal. No ofrece protección contra enfermedades de transmisión sexual. Se recomienda que quienes lo utilicen realicen estudios médicos previos para detectar cualquier enfermedad de transmisión sexual a fin de que la misma sea tratada antes. 

## Historia

### Antecedente en la abstinencia periódica
En el siglo XIX, el obispo de Amiens envió una pregunta (dubium) al Tribunal Supremo de la Penitenciaría Apostólica preguntando sobre si las parejas podían abstenerse durante un tiempo que pensaban que era fértil para evitar el embarazo. En 1853, Roma respondió que esos cónyuges no debían ser molestados "siempre que no hagan nada por lo que se impida la concepción". Esto se hizo público gradualmente, y cuando fue cuestionado en España, la pregunta fue enviada nuevamente a Roma. En 1880, el Tribunal no solo reafirmó su decisión de 1853, sino que también dijo que un confesor podría insinuar esta opinión permisiva a los cónyuges, "a quienes ha tratado en vano con otras razones para conducir desde el detestable crimen del onanismo".

### Primeros registros de indicadores fisiológicos
En 1855 Tyler Smith, doctor miembro del Royal College of Physicians en Londres, Reino Unido, describió la apariencia del moco cervical y sus funciones. En sus notas supuso que actuaría como defensa de la cavidad uterina en los momentos de infertilidad, mientras que se comportaría como un medio capaz de facilitar el desplazamiento de los espermatozoides a través del cérvix hacia el útero en las etapas fértiles.
En 1877 Mary Corinna Putnam Jacobi publicó La cuestión del descanso de las mujeres durante la menstruación, artículo por el que recibió el Premio Boylston de la Universidad de Harvard. En este refutó una serie de creencias atribuidas al sangrado menstrual y desestimó la idea de que se tratase de una enfermedad, idea corriente para la época. Para esto llevó a cabo un estudio con participantes que registraron su pulso, temperatura corporal, excreción de orina entre otros indicadores a lo largo de sus ciclos menstruales. Entre sus hallazgos, produjo evidencia de que la temperatura cambiaba durante las diferentes fases.
Esta variación, con una baja al inicio de la menstruación y un posterior pico en el momento de la ovulación, llevó a la idea de trazar registros que puedan utilizarse como indicadores del nivel de fertilidad de la persona. En 1948 el doctor Edward F. Keefe, obstetra-ginecólogo de la ciudad de Nueva York, diseñó el termómetro Ovulindex, que aumentó la precisión de la toma de temperatura. Keefe promovió este método de registro de temperatura basal entre sus pacientes, y en 1953 implementó la observación de moco cervical. Para ello entregó panfletos que instruían a las mujeres a que, además de la temperatura, tomen muestras del fluido directamente de su cuello uterino de forma similar a cómo sucedería en un examen ginecológico, dando origen al método de observación del moco cervical. Sus pacientes también describieron el estado del cérvix en las diferentes etapas de su ciclo, siendo bajo y firme con una abertura cerrada en las fases infértiles, alto y suave con un orificio abierto cuando el moco cervical estaba presente y era abundante.

### Consolidación del método sintotérmico
A fines de los años cincuenta y principios de los sesenta, Konald A. Prem, doctor y profesor de obstetricia y ginecología en la Facultad de Medicina de la Universidad de Minnesota desarrolló el Método sintotérmico (MST). En paralelo, el médico Jozef Roetzer desarrolló y promovió el mismo sistema en Austria. En 1964, el doctor John Billings junto su esposa, la doctora Evelyn Billings publicaron en Australia El Método de la Ovulación, libro que describió el método de toma de temperatura basal y la observación del moco cervical como biomarcadores de fertilidad. Sin embargo, para 1971 sus textos priorizaron este último indicador y descartaron continuar el análisis de la temperatura, dando origen a lo que posteriormente se conocería como Método Billings. Entre las razones, citaron el impedimento de utilizar la temperatura basal en contextos empobrecidos sin acceso a termómetros precisos, como así también la postura de John Billings de que con el tiempo y debido a la sencillez de la toma de la temperatura, las mujeres podían volverse "descuidadas" en los registros de los grados, dejando de lado además la observación adecuada de los fluidos.

## Descripción

Palpación del cuello del útero 1 - menstruación
2 - período infértil
3 - período fértil
2 - cuello del útero bajo y seco
3 - cuello del útero húmedo y elevado
4 - cuello del útero alto y mojado - ovulación
5 - útero
6 - cuello del útero
. o O - nivel de apertura del cuello del útero

El método sintotérmico se basa en determinar las etapas fértiles e infértiles de la mujer. Para ello, se utiliza la información del historial de los ciclos sexuales previos y se recolectan nuevos datos mediante la observación de los cambios periódicos de la temperatura corporal basal, de la consistencia de los fluidos cervicales y del cuello uterino. Adicionalmente se pueden utilizar pruebas hormonales (capaces de detectar el nivel de la hormona luteinizante) y observar indicios de ovulación, como la inflamación de las mamas, dolor o molestia en el abdomen y cambios de ánimo.
En 1995, la Dra. Toni Weschler publicó el primer libro laico y de divulgación del método sintotérmico: Taking Charge of your Fertility.
El grupo científico de mayor envergadura en el mundo, que ha venido aplicando y perfeccionando el MST desde hace varias décadas, es la Arbeitsgruppe NFP de Alemania, y se basan en la metódica de Roetzer, Doering, Billings y la OMS.
El MST ha sido incorporado en el año 2006 en el Protocolo de Anticoncepción de la Sociedad Española de Ginecología y Obstetricia (SEGO). En el año 2015, el Colegio de Obstetras y Ginecólogos de Estados Unidos (ACOG) declaró: “El método sintotérmico es uno de los más eficaces en gestión de la fertilidad”.
Actualmente los científicos continúan abriendo nuevas líneas de investigación que permitan ampliar conocimientos sobre las secreciones cervicales femeninas. (Odeblad, 1994); (Menárguez et al., 2003); (Baretta, 2009).
Desde 2006, la Fundación Symptotherm (Suiza) ha investigado la manera de combinar la tecnología de los teléfonos móviles con la observación manual para optimizar el método, para una máxima comodidad y una optimización de la determinación de días fértiles (eliminar los "falsos días infértiles" y minimizar los "falsos días fértiles"). Esta fundación ha acuñado un nuevo término, la "sintotermia", que se refiere al hecho de que el aprendizaje del método sintotérmico alcanza aspectos tan amplios de la vida de las personas que lo utilizan, que llega a transformar su estilo de vida.[cita requerida]

## Eficacia
Se considera el más fiable entre los métodos de observación de la fertilidad (también llamados métodos de planificación familiar natural por organizaciones religiosas), ya que la observación de varias manifestaciones o síntomas permite precisar con exactitud cuándo tienen lugar la ventana fértil y los momentos no-fértiles. Su eficacia es muy elevada y depende de la precisión de la observación de los tres biomarcadores de fertilidad. Durante la fase fértil, la persona o pareja que lo aplica deberá elegir entre el sexo sin penetración (abstenerse de realizar el coito), o la utilización adicional de un método anticonceptivo de barrera, siempre y cuando la intención sea evitar un embarazo. Caso contrario, se utilizará la misma información para buscar la concepción. 
Entre 1976 y 1978 el Departamento de Salud, Educación y Bienestar de los Estados Unidos llevó a cabo en los Ángeles un estudio prospectivo (Wade et al., 1981) para determinar la eficacia relativa de usuario para dos sistemas diferentes de RNF (Reconocimiento Natural de la Fertilidad). Los participantes se distribuyeron al azar tanto para el método sintotérmico como para el método Billings, también llamado método de la Ovulación (MOB). Se logró una tasa del 100% en el MST y del 94% en el MOB.
Entre 1970 y 1972, un grupo de 1022 parejas participaron en el estudio Fairfield realizado en cinco naciones (Canadá, Colombia, Francia, Isla Mauricio y Estados Unidos) (Rice et al., 1978). Este estudio determinó una eficacia del 99% para el MST.
Los estudios de Roetzer (Roetzer, 1978), sobre 8532 ciclos, arrojaron una tasa de 99% de eficacia en fase preovulatoria. En fase postovulatoria, sobre 17.000 ciclos, el resultado fue de 100% de eficacia.
Hasta aquí se han mencionado los porcentajes de eficacia teórica: en cualquier método, artificial o natural, la eficacia teórica se mide cuando las reglas se aplican de manera cabal, con aprendizaje y aplicación consistente.
Estos resultados contrastan con estudios que denuncian a los métodos naturales como ineficaces (Jaramillo et al., 1968) (Willis, 1985): estos estudios se basan generalmente en el antiguo y obsoleto método del ritmo, o de Ogino Knauss, que ya se mencionó arriba como antiguo e ineficaz respecto a los métodos actuales. En el año 1993 se comenzó a cuestionar la variación de métodos anticonceptivos artificiales, que supuestamente brindaban más eficacia de protección.
La Organización Mundial de la Salud emitió un informe en 2018 sobre recomendaciones para el uso de métodos anticonceptivo. En un año de uso perfecto, el porcentaje de falla del método sintotérmico es de 0,4%; no se ofreció información sobre el uso típico o el porcentaje de mujeres que continúan utilizándolo tras el año en Estados Unidos.

## Reglas del MST
Para aplicar correctamente el método sintotérmico se requiere tener conocimientos sobre anatomía y fisiología sexual, ciertas nociones de estadística y biología, y una guía práctica acreditada del método.
Son necesarios como mínimo entre tres y seis ciclos de registro con el método para tener seguridad sobre estar aplicándolo correctamente, es por esto que se sugiere que éstos sean acompañados por un/a instructor/a o monitor/a certificada, o profesional de la salud certificado a fin de aprender de manera adecuada el MST para su uso. Este método se puede utilizar durante la lactancia y la perimenopausia, pero en este caso las reglas cambian por lo tanto se sugiere nuevamente el acompañamiento de un/a profesional del método.
En cada ciclo menstrual-ovulatorio hay aproximadamente seis-siete días con capacidad fértil: cinco o seis preovulatorios (ya que el espermatozoide puede sobrevivir hasta cinco o seis días en el fluido cervical fértil), y tres días post-ovulatorios (porque el óvulo permanece entre 12 y 24 horas y durante ese lapso -y únicamente durante ese lapso- se puede llegar a ovular nuevamente, adicionando 12-24hs más). De cualquier manera, la ventana fértil puede alargarse dependiendo de cada persona y es por esto que es importante observar los propios bio-marcadores de fertilidad para su interpretación correcta. 
Un método natural es eficaz cuando posee parámetros científicos y confiables para determinar el suceso de la ovulación, y sus días previos; también debe contemplar casos de irregularidades en algunos ciclos y/o en algunas mujeres; y poseer un margen de seguridad para cubrir algún imponderable, sin que este margen sea excesivo, lo cual prolongaría inútilmente la medición de la fase de fertilidad probable. 
En el MST, la fase de precaución para evitar un embarazo tiene una duración de nueve o diez días en cada ciclo, pero esto depende de cada persona y la observación de sus bio-marcadores de fertilidad. Va complementado con la práctica de la abstinencia periódica o del uso de un método de barrera adicional durante la ventana fértil. Como todo método anticonceptivo requiere de condiciones consensuadas: acuerdo entre los miembros de la pareja o personas entre las que se tiene el coito, comprensión sobre cómo funciona la fertilidad cíclica del ciclo menstrual-ovulatorio, y continencia o elección de un método de barrera adicional. También práctica en el diálogo y la expresión sexual con gestos no exclusivamente genitales.
En el caso de parejas heterosexuales que no aceptan la abstinencia periódica, y optan por emplearlo solamente como método de detección de la fertilidad, se combina con otros métodos anticonceptivos. En estos casos, utilizan métodos de barrera como el preservativo, el diafragma con espermicida o el preservativo femenino durante la ventana fértil. A los efectos de medición de eficacia, estudiosos del método (Otte, 2006) lo consideran como uso no correcto del MST, ya que los fallos inherentes al preservativo ocurren precisamente cuando se utiliza en días fértiles, por lo cual deberá restarse a la eficacia comprobada del MST (99%) la ineficacia del preservativo y en tal caso la ineficacia será atribuida al preservativo.

### Monitores de fertilidad
Los monitores de fertilidad, para la anticoncepción o para la concepción, son una herramienta para usar cuando se practica el método sintotérmico. Los dispositivos son una alternativa al registro manual de la temperatura corporal basal, y puede detectar y registrar los ciclos menstruales durante un período de tiempo. Algunos ordenadores, como Cyclotest 2 plus, pueden incorporar dos indicadores de fertilidad además de la temperatura corporal basal: el valor de la hormona LH (hormona luteinizante) y la observación del moco cervical. Estas mediciones aumentan el nivel de precisión del dispositivo.
Todos los dispositivos tienen su modo especial de mostrar el estado de fertilidad, ya sea un "día de riesgo" o no, o ya sea que la menstruación o la ovulación sean inminentes. 
El registro constante de los datos de temperatura basal corporal, fechas de menstruaciones, ovulación y surgimiento de LH puede ser de utilidad para un profesional de la salud y el diagnóstico de condiciones. Algunos de estos dispositivos incluyen un conector USB para grabar los datos y compartirlos en línea con el médico.
Existe una diversidad de monitores de fertilidad que se pueden comparar para decidir junto al especialista cuál es el más adecuado para cada persona y su situación particular, ya sea que desee concebir o evitar la concepción.